# Otite media acuta purulenta
L'otite media acuta purulenta è una patologia infiammatoria su base microbica dell'orecchio medio caratterizzata dalla presenza di essudato purulento.

## Epidemiologia
È una delle forme più frequenti di otite media; si manifesta soprattutto nei mesi invernali e nei bambini, ma anche se esposti a un clima ventoso. Negli anziani, nei soggetti defedati ed immunodepressi è invece più frequente la forma cronica.

## Classificazione
Rispetto all'otite media siero-mucosa, la differenziazione tra acuta e cronica non si basa tanto sul criterio temporale, quanto sulla presenza di precipue alterazioni tissutali. Infatti, differentemente dall'otite media acuta purulenta, la forma cronica è caratterizzata dall'assenza di chiusura spontanea della perforazione timpanica e dalla flogosi cronica (presenza di macrofagi, linfociti T e tessuto sclero-cicatriziale) a carico della mucosa dell'orecchio.

## Eziologia e patogenesi
Può essere di natura batterica o virale. La maggior parte dei casi acuti sono dovuti all'infezione sostenuta da uno dei seguenti microrganismi (il cosiddetto "trio infernale"):
- Streptococcus pneumoniae
- Haemophilus influenzae
- Moraxella catarrhalis

Meno frequentemente la forma acuta è sostenuta da Pseudomonas aeruginosa e Staphylococcus aureus. Nella maggior parte dei casi l'otite media acuta purulenta fa seguito all'infiammazione delle alte vie aeree, con diffusione batterica dal rinofaringe all'orecchio medio attraverso la tuba di Eustachio (rino-otite); più raramente, l'infezione dell'orecchio medio fa seguito ad un trauma con perforazione timpanica o alla diffusione batterica attraverso il torrente ematico.
Condizioni patologiche connesse con sindromi influenzali e malattie esantematiche (morbillo, varicella) possono favorire la sovrainfezione batterica e la genesi di otite media acuta.

## Anatomia patologica
L'otite media acuta purulenta si sviluppa classicamente in 4 fasi
Fase iperemica
Corrisponde alla vasodilatazione propria delle fasi iniziali di ogni processo infiammatorio. Si realizza quindi un'intensa infiltrazione leucocitaria a carico della mucosa.
Fase essudativa
Questa fase è caratterizzata dalla presenza di essudato di natura purulenta che invade la cassa del timpano.
Fase della perforazione
In questa fase avviene la perforazione della membrana timpanica conseguente all'aumento della pressione nella cassa timpanica. Tale perforazione è sovente di piccole dimensioni e permette il drenaggio del pus e la ventilazione dell'orecchio medio, con regressione del processo flogistico.
Fase della guarigione
Assente o insufficiente nella otite media cronica purulenta. La perforazione timpanica tende alla chiusura spontanea. In questa fase può permanere un versamento liquido sterile nella cassa timpanica.

## Profilo clinico
Alle 4 fasi anatomo-patologiche corrispondono 4 momenti clinici. La fase iperemica è caratterizzata da senso di ovattamento, progressiva otodinia e modesto rialzo termico. Una moderata ipoacusia e un'otodinia pulsante caratterizza la fase essudativa. Otorrea purulenta e la scomparsa del dolore (da riduzione della pressione endotimpanica) identifica il passaggio alla fase della perforazione; nella fase della guarigione è presente una progressiva regressione della sintomatologia con permanenza di una modesta ipoacusia per la presenza di versamento sterile.

## Profilo diagnostico
Attraverso procedure otoscopiche è possibile identificare le diverse fasi che compongono il profilo anatomo-patologico. La fase iperemica si manifesta con intensa iperemia della membrana timpanica, evidente soprattutto lungo il manico del martello. Nella fase essudativa, l'aumento della pressione endotimpanica comporta la distensione e l'estroflessione del timpano che appare ancora iperemico e desquamato. Nella fase della perforazione l'otorrea impedisce la visualizzazione della membrana timpanica. Una TC può essere necessaria nel caso si sospetti il coinvolgimento flogistico delle strutture viciniori.

## Terapia
Uno schema antibiotico che preveda l'utilizzo di penicilline e inibitori della penicillinasi o cefalosporine per almeno 6-10 giorni. Nei casi in cui si verifichi resistenza a questi antibiotici, può rendersi necessario l'utilizzo di macrolidi e chinolonici (questi ultimi da evitare nell'età pediatrica). A questa terapia può essere utile associare antinfiammatori non steroidei e antipiretici, utilizzando un antinfiammatorio steroideo nei casi di notevole edema. Grazie alla presenza di antibiotici sempre più potenti ed efficaci, la paracentesi timpanica si sta rendendo sempre meno frequente.
Nella fase acuta dell'infezione, è importante che il condotto uditivo esterno resti asciutto e ventilato, quindi bisogna evitare di mandare acqua nell'orecchio o di chiudere l'accesso con ovatta. Un ambiente umido e non areato può costituire causa di sviluppo di ulteriore infezione.

## Prognosi
Nel 75% dei casi si ha la completa restitutio ad integrum nel giro di poche settimane (tempo necessario per il completo riassorbimento della raccolta sierosa sterile nella cassa timpanica). Nel 25% dei casi è possibile che la patologia si ripresenti in forma ricorrente. Nel 5% dei casi si presenta una cronicizzazione. Recidive sono spesso dovute ad un non corretto approccio terapeutico.

## Complicanza
Si verificano queste complicanze:
- Persistenza di perforazione timpanica
- Cronicizzazione dell'otite
- Mastoidite
- Paralisi del nervo faciale
- Sofferenza cocleare
- Labirintite
- Meningite
- Ascesso cerebrale o ascesso cerebellare
- Tromboflebite dei seni venosi endocranici o della vena giugulare interna